# Martina Stede
Martina Stede-Göbel est une biathlète allemande.

## Biographie
Elle rejoint Petra Schaaf et Inga Kesper au cercle d'entraînement du club de Willingen. Chez les juniors, elle remporte trois médailles aux championnats du monde de la catégorie avec un titre en relais et une médaille d'argent par équipes en 1989 et une médaille de bronze en sprint en 1990.
Dans la Coupe du monde, après un premier podium en janvier 1988 à Anterselva, elle obtient ses plus grands succès en 1989 avec deux victoires sur des individuels à Ruhpolding et Steinkjer, où elle effectue le sans fate au tir à chaque fois.
Dans les Championnats du monde, ses meilleurs résultats sont cinquième de l'individuel en 1989 et quatrième du relais en 1989 et de la course par équipes en 1991.
Elle se retire en 1992, à peine âgée de 20 ans.

## Palmarès

### Championnats du monde
| Épreuve            | 1988 à Chamonix | 1989 à Feistritz | 1990 à Oslo, Minsk et Kontiolahti | 1991 à Lahti |
| ------------------ | --------------- | ---------------- | --------------------------------- | ------------ |
| Individuel         | 25e             | 5e               | 26e                               | -            |
| Sprint             | 22e             | 18e              | -                                 | -            |
| Relais             | -               | 4e               | -                                 | -            |
| Course par équipes | -               | -                | -                                 | 4e           |

### Coupe du monde
- Meilleur classement général : 9e en 1988.
- 3 podiums individuels : 2 victoires et 1 troisième place.
- 4 podiums en relais, dont 1 victoire[1].

#### Détail des victoires individuelles
| Saison \ Épreuve | Individuel           | Sprint | Total |
| 1988-1989        | Ruhpolding Steinkjer |        | 2     |
| Total            | 2                    | 0      | 2     |

#### Classements annuels
| Année | Classement général final |
| 1988  | 9e                       |
| 1989  | 10e                      |
| 1990  | 23e                      |
| 1991  | 27e                      |
| 1992  | 65e                      |

### National
- Championne d'Allemagne de l'Ouest de l'individuel en 1987.